# Станка Златева
Станка Златева Христова (болг. Станка Златева Христова, 1 березня 1983) — болгарська борчиня вільного стилю, п'ятиразова чемпіонка світу, шестиразова чемпіонка Європи, двічі срібна олімпійська медалістка. Перша болгарка, учасниця Олімпійських ігор у змаганнях з боротьби. Перша болгарська чемпіонка світу з боротьби.

## Біографія
Боротьбою займається з 1997 року. Перший тренер: Демір Демірев, особистий тренер Сімеон Щерев. У 1999 році стала віце-чемпіонкою світу серед кадетів. Наступного року здобула срібну нагороду на чемпіонаті Європи серед кадетів. У 2002 році стала чемпіонкою Європи серед юніорів, а ще через рік здобула титул віце-чемпіонки світу серед юніорів.
Виступала за клуби: «Борба и самбо» (Ямбол), «Васил Илиев» (Кюстенділ), «Левський» (Софія).

## Відзнаки
Міжнародна федерація боротьби визнала ї спортсмнкою року в жіночій боротьбі за 2006, 2007, 2008 та 2010 роки.
Спортсмен року Болгарії у 2007, 2010 та 2011 роках.
У 2014 році вона отримала медаль «За заслуги» Президента Болгарії Росена Плевнелієва.

## Спортивні результати на міжнародних змаганнях

### Виступи на Олімпіадах
| Змагання                    | Збірна   | Вагова категорія          | Місце  |
| --------------------------- | -------- | ------------------------- | ------ |
| Літні Олімпійські ігри 2004 | Болгарія | жіноча боротьба, до 72 кг | 12     |
| Літні Олімпійські ігри 2008 | Болгарія | жіноча боротьба, до 72 кг | Срібло |
| Літні Олімпійські ігри 2012 | Болгарія | жіноча боротьба, до 72 кг | Срібло |

### Виступи на Чемпіонатах світу
| Змагання                        | Збірна   | Вагова категорія          | Місце  |
| ------------------------------- | -------- | ------------------------- | ------ |
| Чемпіонат світу з боротьби 2001 | Болгарія | жіноча боротьба, до 68 кг | 7      |
| Чемпіонат світу з боротьби 2002 | Болгарія | жіноча боротьба, до 67 кг | 8      |
| Чемпіонат світу з боротьби 2003 | Болгарія | жіноча боротьба, до 72 кг | 4      |
| Чемпіонат світу з боротьби 2005 | Болгарія | жіноча боротьба, до 72 кг | 5      |
| Чемпіонат світу з боротьби 2006 | Болгарія | жіноча боротьба, до 72 кг | Золото |
| Чемпіонат світу з боротьби 2007 | Болгарія | жіноча боротьба, до 72 кг | Золото |
| Чемпіонат світу з боротьби 2008 | Болгарія | жіноча боротьба, до 72 кг | Золото |
| Чемпіонат світу з боротьби 2009 | Болгарія | жіноча боротьба, до 72 кг | Бронза |
| Чемпіонат світу з боротьби 2010 | Болгарія | жіноча боротьба, до 72 кг | Золото |
| Чемпіонат світу з боротьби 2011 | Болгарія | жіноча боротьба, до 72 кг | Золото |
| Чемпіонат світу з боротьби 2014 | Болгарія | жіноча боротьба, до 75 кг | 8      |

### Виступи на Чемпіонатах Європи
| Змагання                         | Збірна   | Вагова категорія          | Місце  |
| -------------------------------- | -------- | ------------------------- | ------ |
| Чемпіонат Європи з боротьби 2001 | Болгарія | жіноча боротьба, до 68 кг | 11     |
| Чемпіонат Європи з боротьби 2002 | Болгарія | жіноча боротьба, до 67 кг | 5      |
| Чемпіонат Європи з боротьби 2003 | Болгарія | жіноча боротьба, до 72 кг | 4      |
| Чемпіонат Європи з боротьби 2004 | Болгарія | жіноча боротьба, до 72 кг | 5      |
| Чемпіонат Європи з боротьби 2005 | Болгарія | жіноча боротьба, до 72 кг | Бронза |
| Чемпіонат Європи з боротьби 2006 | Болгарія | жіноча боротьба, до 72 кг | Золото |
| Чемпіонат Європи з боротьби 2007 | Болгарія | жіноча боротьба, до 72 кг | Золото |
| Чемпіонат Європи з боротьби 2008 | Болгарія | жіноча боротьба, до 72 кг | Золото |
| Чемпіонат Європи з боротьби 2009 | Болгарія | жіноча боротьба, до 72 кг | Золото |
| Чемпіонат Європи з боротьби 2010 | Болгарія | жіноча боротьба, до 72 кг | Золото |
| Чемпіонат Європи з боротьби 2011 | Болгарія | жіноча боротьба, до 72 кг | Бронза |
| Чемпіонат Європи з боротьби 2012 | Болгарія | жіноча боротьба, до 72 кг | 18     |
| Чемпіонат Європи з боротьби 2014 | Болгарія | жіноча боротьба, до 75 кг | Золото |

### Виступи на Європейських іграх
| Змагання              | Збірна   | Вагова категорія          | Місце |
| --------------------- | -------- | ------------------------- | ----- |
| Європейські ігри 2015 | Болгарія | жіноча боротьба, до 75 кг | 12    |

### Виступи на інших змаганнях
| Змагання                                       | Збірна   | Вагова категорія          | Місце  |
| ---------------------------------------------- | -------- | ------------------------- | ------ |
| Міжнародний меморіал Дейва Шульца 2002         | Болгарія | жіноча боротьба, до 67 кг | Бронза |
| Austrian Ladies Open 2003                      | Болгарія | жіноча боротьба, до 72 кг | 8      |
| Тестовий турнір FILA 2004                      | Болгарія | жіноча боротьба, до 72 кг | 6      |
| Austrian Ladies Open 2004                      | Болгарія | жіноча боротьба, до 72 кг | Срібло |
| Austrian Ladies Open 2005                      | Болгарія | жіноча боротьба, до 72 кг | Золото |
| Міжнародний меморіал Дейва Шульца 2006         | Болгарія | жіноча боротьба, до 72 кг | Золото |
| Klippan Lady Open 2006                         | Болгарія | жіноча боротьба, до 72 кг | 5      |
| Золотий Гран-прі з боротьби 2006               | Болгарія | жіноча боротьба, до 72 кг | Срібло |
| Турнір Дана Колова — Николи Петрова 2007       | Болгарія | жіноча боротьба, до 72 кг | Золото |
| Міжнародний меморіал Дейва Шульца 2008         | Болгарія | жіноча боротьба, до 72 кг | Золото |
| Klippan Lady Open 2008                         | Болгарія | жіноча боротьба, до 72 кг | Золото |
| Золотий Гран-прі з боротьби 2008               | Болгарія | жіноча боротьба, до 72 кг | Золото |
| Гран-прі «Іван Яригін» 2009                    | Болгарія | жіноча боротьба, до 72 кг | Срібло |
| Турнір Дана Колова — Николи Петрова 2009       | Болгарія | жіноча боротьба, до 72 кг | Золото |
| Золотий Гран-прі з боротьби 2009               | Болгарія | жіноча боротьба, до 72 кг | Золото |
| Золотий Гран-прі з боротьби 2010 (Красноярськ) | Болгарія | жіноча боротьба, до 72 кг | Бронза |
| Турнір Дана Колова — Николи Петрова 2010       | Болгарія | жіноча боротьба, до 72 кг | Золото |
| Золотий Гран-прі з боротьби 2010 (Баку)        | Болгарія | жіноча боротьба, до 72 кг | Золото |
| Турнір Яшара Догу 2011                         | Болгарія | жіноча боротьба, до 72 кг | Золото |
| Турнір Дана Колова — Николи Петрова 2011       | Болгарія | жіноча боротьба, до 72 кг | Золото |
| Золотий Гран-прі з боротьби 2011 (Баку)        | Болгарія | жіноча боротьба, до 72 кг | Золото |
| Київський Міжнародний турнір з боротьби 2011   | Болгарія | жіноча боротьба, до 72 кг | Золото |
| Відкритий чемпіонат Польщі з боротьби 2011     | Болгарія | жіноча боротьба, до 72 кг | Золото |
| Тестовий турнір FILA 2011                      | Болгарія | жіноча боротьба, до 72 кг | Срібло |
| Золотий Гран-прі з боротьби 2012 (Красноярськ) | Болгарія | жіноча боротьба, до 72 кг | Золото |
| Турнір Дана Колова — Николи Петрова 2012       | Болгарія | жіноча боротьба, до 72 кг | Золото |
| Турнір Яшара Догу 2012                         | Болгарія | жіноча боротьба, до 72 кг | Золото |
| Гран-прі Іспанії з боротьби 2012               | Болгарія | жіноча боротьба, до 72 кг | Золото |
| Золотий Гран-прі з боротьби 2014 (Баку)        | Болгарія | жіноча боротьба, до 75 кг | Бронза |
| Klippan Lady Open 2015                         | Болгарія | жіноча боротьба, до 75 кг | 11     |
| Турнір Дана Колова — Николи Петрова 2015       | Болгарія | жіноча боротьба, до 75 кг | Золото |

### Виступи на змаганнях молодших вікових груп
| Змагання                                       | Збірна   | Вагова категорія          | Місце  |
| ---------------------------------------------- | -------- | ------------------------- | ------ |
| Чемпіонат світу з боротьби серед кадетів 1999  | Болгарія | жіноча боротьба, до 65 кг | Срібло |
| Чемпіонат Європи з боротьби серед кадетів 2000 | Болгарія | жіноча боротьба, до 65 кг | Срібло |
| Чемпіонат Європи з боротьби серед юніорів 1999 | Болгарія | жіноча боротьба, до 63 кг | 7      |
| Чемпіонат Європи з боротьби серед юніорів 2000 | Болгарія | жіноча боротьба, до 68 кг | 4      |
| Чемпіонат світу з боротьби серед юніорів 2001  | Болгарія | жіноча боротьба, до 68 кг | 9      |
| Чемпіонат Європи з боротьби серед юніорів 2002 | Болгарія | жіноча боротьба, до 68 кг | Золото |
| Чемпіонат світу з боротьби серед юніорів 2003  | Болгарія | жіноча боротьба, до 72 кг | Срібло |